# Championnat de Corée du Nord de football
Le championnat de Corée du Nord de football (DPR Korea League) est une compétition annuelle de football disputée entre les clubs nord-coréens et également appelée "Premier Soccer League". Auparavant organisé en deux tournois distincts, le championnat a subi une réforme en 2010 et se dispute désormais en une seule phase.
Le championnat nord-coréen est joué pour la première fois en 1960. Il est appelé Technical Innovation Contest et regroupe les meilleures équipes du pays. En 1972, une deuxième phase est ajoutée, le Republic Championship, réservée aux meilleures équipes du Technical Innovation Contest. Cependant, deux titres continuent d'être attribués chaque saison.
En 2010, la fédération nord-coréenne décide de réformer l'ensemble du championnat. les deux tournois saisonniers disparaissent et sont remplacés par la Highest Class Football League, qui regroupe au sein d'une poule unique les clubs de Première classe, la première division nord-coréenne. 
À cause des réticences du régime, la fédération nord-coréenne de football ne reconnaît pas le système international de transfert de joueurs. Les équipes nord-coréennes participent à la Coupe de l'AFC.

## Palmarès

### Technical Innovation Contest
- 1960-1984 : Inconnus
- 1985 : April Twenty-Five Sports Club
- 1986 : April Twenty-Five Sports Club
- 1987 : April Twenty-Five Sports Club
- 1988 : April Twenty-Five Sports Club
- 1989 : Chandongja Sports Club
- 1990 : April Twenty-Five Sports Club
- 1991 : Pyongyang City Sports Club
- 1992 : April Twenty-Five Sports Club
- 1993 : April Twenty-Five Sports Club
- 1994 : April Twenty-Five Sports Club
- 1995 : April Twenty-Five Sports Club
- 1996 : Kigwancha Sports Club
- 1997 : Kigwancha Sports Club
- 1998 : Kigwancha Sports Club
- 1999 : Kigwancha Sports Club
- 2000 : Kigwancha Sports Club
- 2001 : Amrokgang Sports Club
- 2002 : April Twenty-Five Sports Club
- 2003 : April Twenty-Five Sports Club
- 2004 : Pyongyang City Sports Club
- 2005 : Pyongyang City Sports Club
- 2006 : Amrokgang Sports Club
- 2007 : Pyongyang City Sports Club
- 2008 : Pyongyang City Sports Club
- 2009 : Kyonggongop Sports Club

### Republic Championship
- 1972-2003 : Inconnus
- 2004 : Pyongyang City Sports Club
- 2005 : Inconnu
- 2006 : April Twenty-Five Sports Club
- 2007 : Amrokgang Sports Club
- 2008 : Inconnu
- 2009 : Kyonggongop Sports Club

### Highest Class League
- 2010 : April Twenty-Five Sports Club
- 2011 : April Twenty-Five Sports Club
- 2012 : April Twenty-Five Sports Club
- 2013 : April Twenty-Five Sports Club
- 2014 : Hwaelbul SC
- 2015 : April Twenty-Five Sports Club
- 2016 : Kigwancha Sports Club
- 2017 : April Twenty-Five Sports Club

### DPR Korea Premier Football League
- 2018 : April Twenty-Five Sports Club
- 2019 : April Twenty-Five Sports Club
- 2020 : championnat annulé (Covid 19)
- 2021 : Ryomyong Sports Club (en)
- 2022 : April 25 Sports Club
- 2023 : April 25 Sports Club
- 2024 : Ryomyong Sports Club (en)